# ならず者 (曲)
「ならず者」（ならずもの、Desperado）は、アメリカ合衆国のバンド、イーグルスが1973年に発表した楽曲。ローリング・ストーンの選ぶオールタイム・グレイテスト・ソング500（2004年版）では494位にランクされている。

## 概要
作詞作曲はドン・ヘンリーとグレン・フライ。リード・ボーカルと作詞はヘンリーが務め、当時26歳の彼が友人へ綴った、非常に内省的なものになっている。 録音はロンドンのアイランド・スタジオで行われた。ストリングスの編曲はジム・エド・ノーマン。ヘンリーによれば、プロデューサーのグリン・ジョンズが制作費をかけず素早くアルバムを作ろうとしていたため、曲の録音に4、5テイクしか与えられなかったという。
同名のアルバムに収録され、シングルカットはされなかったものの、後に数々のアーティストによってカバーされ、映画やテレビなどにも頻繁に使われる、イーグルスを代表する楽曲の一つとなった。
1980年発売の『イーグルス・ライヴ』、1994年発売の『ヘル・フリーゼズ・オーヴァー』などにライブ・バージョンが収録されている。

## Honey L Daysによるカバー
「デスペラード」は、日本のロックデュオ・Honey L Daysのメジャー10作目のシングル。

### 概要
- 前作「光の射す方へ」から約1年3か月ぶり、フィジカル作品としては前作「君色デイズ」から約1年5か月ぶりのシングル。
- 今作は収録4曲がカバーによるコンセプトで制作され、初のオリジナル曲未収録の作品となった[2]。なお、今作発売とは裏腹に当初同年春に発売を予定していたカバー・アルバムはお蔵入りとなった[注 1][3]。
- 収録された4曲についてメンバーは、「今までは等身大の気持ちを楽曲にして歌ってきたが、結成12周年及びメジャーデビュー7周年を迎え、これから歌っていきたい曲を模索、挑戦する中で人生や愛について深く考えさせられる楽曲を選んだ」という。なお、歌唱に関しても「意図して『こうしよう』と意識せず楽曲に呼ばれた歌い方をした。ユニットの特徴であるハモりを前面に出すため原曲とは遠ざかるものの、細かい部分で楽曲が持っている歌詞の世界観を汲み取った」と語っている[4]。
- 表題曲は西内まりや主演のテレビドラマ『ホテルコンシェルジュ』のテーマソングに使用された[2][5]。テレビドラマのタイアップは、「涙のように好きと言えたら」以来3作ぶり、5度目となった[注 2][注 3]。
- ジャケットの異なるCD+DVD規格のタイプA盤とCD規格のタイプB盤の2形態で発売された。タイプA盤のDVDにはカップリング3曲目のミュージック・ビデオが収録された[2]。また、両盤でカップリング曲が異なっている。

### 収録曲
| #           | タイトル                           | 作詞                                                 | 作曲                   | 編曲             |
| ----------- | ---------------------------------- | ---------------------------------------------------- | ---------------------- | ---------------- |
| 1.          | 「デスペラード」                   | Glenn Frey、Don Henley、Kounosuke Fuji（日本語訳詞） | Glenn Frey、Don Henley | Nobuyuki Shimizu |
| タイプA.    | 「The Rose」                       | Amanda Mc Broom                                      | Amanda Mc Broom        | KYOHEI           |
| タイプA.    | 「愛なき世界"WORLD WITHOUT LOVE"」 | Lennon-McCartney                                     | Lennon-McCartney       | Nobuyuki Shimizu |
| タイプA・B. | 「ANNIVERSARY」                    | Yumi Matsutoya                                       | Yumi Matsutoya         | KYOHEI           |
| タイプB.    | 「デスペラード (Instrumental)」    |                                                      | Glenn Frey、Don Henley | Nobuyuki Shimizu |

#### 解説
1. デスペラード
2. The Rose
タイプA盤限定で収録されている、ベット・ミドラーの8thシングル表題曲のリアレンジカバー[2]。
3. 愛なき世界"WORLD WITHOUT LOVE"
タイプA盤限定で収録されている、ピーター&ゴードンの1stシングル表題曲のリアレンジカバー[2]。
4. ANNIVERSARY
両盤共通で収録されている、松任谷由実の23rdシングル表題曲のリアレンジカバー[2]。
5. デスペラード (Instrumental)
タイプB盤限定で収録されている、表題曲のインストゥルメンタルバージョン。

### タイアップ
- TBS系列火曜ドラマ『ホテルコンシェルジュ』テーマソング (#1)

## その他のカバー
- リンダ・ロンシュタット - 1973年9月22日発売のアルバム『ドント・クライ・ナウ』に収録。
- カーペンターズ - 1975年のアルバム『緑の地平線〜ホライゾン（原題:Horizon）』に収録。邦題は「愛は虹の色（デスペラード）」。
- リン・アンダーソン - 1977年のアルバム『I Love What Love Is Doing to Me/He Ain't You』に収録。
- ジュディ・コリンズ - 1979年のアルバム『Hard Times For Lovers』に収録。
- ケニー・ロジャース - 1985年のアルバム『Short Stories』に収録。
- 佐藤竹善 - 1995年のアルバム『CORNERSTONES』に収録
- EPO - 1999年のマキシシングル『12月のエイプリル・フール』に収録。
- ジョニー・キャッシュ - 2002年のアルバム『American IV: The Man Comes Around』に収録。
- 竹仲絵里 - 2003年のマキシシングル「余韻」に収録。
- KOKIA - 2004年の映画『ホテルビーナス』の挿入歌として発表、同サウンドトラックでCD化。2006年発売のKOKIAのベスト・アルバム『Pearl〜The Best Collection』収録。ライブでも披露される。
- 平井堅 - 2004年のシングル「瞳をとじて」のカップリング曲。
- ウエストライフ - 2005年のアルバム『フェイス・トゥ・フェイス』に収録。
- ミー・ファースト・アンド・ザ・ギミー・ギミーズ - 2006年のアルバム『Love their country』に収録。
- マレン・モーテンセン（デンマーク、ジャズ・シンガー） - 2006年のアルバム『MALENE』に収録。
- 杉山清貴 - 2007年のアルバム『FEN（Favorite Eternal Numbers）〜Desperado〜』に収録
- Superfly - 2008年のシングル「Hi-Five」に収録。ライヴで披露するほか、iTunes限定でライブ盤が配信されている。
- ニール・ダイアモンド - 2010年のアルバム『Dreams』に収録。
- MOONWALK STREET - 1stミニ・アルバム『DIET DEATH COUNT』（2009年2月11日発売）収録
- コブクロ - アルバム『ALL COVERS BEST』（2010年8月発売）収録
- locofrank - アルバム『STANDARD』（2010年6月発売）収録
- 鬼束ちひろ - アルバム『FAMOUS MICROPHONE』（2012年5月30日発売）収録

このほか、2007年のグラミー賞授賞式で、ドン・ヘンリー本人を前にして歌手のキャリー・アンダーウッドが歌ったり、アメリカ横断ウルトラクイズにおいて「今年も多くの敗者が去っていった」のBGMに、リクルートの企業CM「情報が人間を熱くする。」にも使用される。2007年のドラマTBS日曜劇場「華麗なる一族」の挿入歌や2010年公開の映画「十三人の刺客」の主題歌に使用されるなど、ロックというジャンルを越えたスタンダード・ナンバーとして本国のみならず、日本でも根強い人気を示している。